# Espalhamento de Thomson
O espalhamento de Thomson é o espalhamento elástico da radiação eletromagnética por partículas carregadas livres, descrito pelo eletromagnetismo clássico. É o Efeito Compton, limitado para partículas com baixa energia, em que a energia cinética da partícula e a frequência do fóton não se alteram em razão do espalhamento. Esse limite só é válido quando a energia do fóton é muito menor que a massa energética da partícula: {\displaystyle \nu \ll mc^{2}/h}, ou seja, o comprimento de onda da luz é muito maior que o comprimento de onda de Compton da partícula.

## Descrição

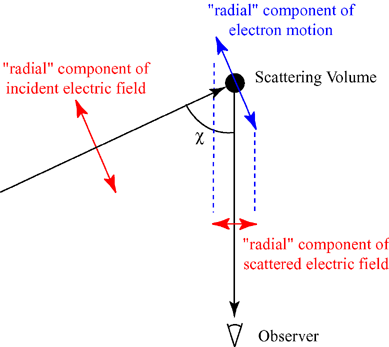
O fóton incidente vem da esquerda, com seu campo elétrico perpendicular à sua trajetória. Ele atinge o elétron espalhador, que o absorve e vibra, combinando-se com o campo incidente, gerando o campo de saída. O campo do fóton de saída combina-se com o movimento do elétron, absorve parte da energia e sai para o fundo.

No limite de baixa energia, o campo elétrico da luz incidente acelera as partículas carregadas, fazendo com que estas emitam radiação com a mesma frequência da onda incidente, e então ocorre o espalhamento da luz. O espalhamento de Thomson é um fenômeno importante para a física de plasma, e foi explicado pelo físico J. J. Thomson. Contanto que o movimento das partículas seja não-relativístico, isto é, que sua velocidade seja muito menor que a da luz, a principal causa para a aceleração das partículas é o campo elétrico da luz incidida. A partícula se movimentará em direção ao campo elétrico, resultando em um dipolo de radiação eletromagnética. O movimento das partículas será majoritariamente na direção perpendicular a sua aceleração, e a radiação emitida será polarizada na direção do movimento. Portanto, o espalhamento da luz dependerá da localização do observador, que pode observar uma maior ou menor polarizabilidade.
A componente radial do campo elétrico incidido é paralela à componente radial do movimento de aceleração da partícula carregada. Isso mostra que a amplitude da onda observada será proporcional ao cosseno de {\displaystyle \chi }, em que {\displaystyle \chi } é o angulo entre a onda incidida e observada. A intensidade, o quadrado da amplitude, é então proporcional a cos2({\displaystyle \chi }).